# Communauté de communes de Chénérailles
La communauté de communes de Chénérailles est une ancienne communauté de communes française, située dans le département de la Creuse et la région Nouvelle-Aquitaine.

## Histoire
Elle fusionne avec deux autres intercommunalités pour former la communauté de communes Chénérailles, Auzances/Bellegarde et Haut Pays Marchois au 1er janvier 2017.

## Composition
Elle regroupait 10 communes : 
| Nom                      | Code Insee | Gentilé       | Superficie (km2) | Population (dernière pop. légale) | Densité (hab./km2) |
| ------------------------ | ---------- | ------------- | ---------------- | --------------------------------- | ------------------ |
| Chénérailles (siège)     | 23061      | Chénéraillais | 7,77             | 768 (2014)                        | 99                 |
| Le Chauchet              | 23058      | Chauchetois   | 10,62            | 113 (2014)                        | 11                 |
| Issoudun-Létrieix        | 23097      | Issoldunois   | 26,43            | 303 (2014)                        | 11                 |
| Lavaveix-les-Mines       | 23105      |               | 4,71             | 687 (2014)                        | 146                |
| Peyrat-la-Nonière        | 23151      | Peyratois     | 41,40            | 427 (2014)                        | 10                 |
| Puy-Malsignat            | 23159      |               | 12,61            | 173 (2014)                        | 14                 |
| Saint-Chabrais           | 23185      | Caprésiens    | 24,94            | 321 (2014)                        | 13                 |
| Saint-Dizier-la-Tour     | 23187      |               | 16,99            | 214 (2014)                        | 13                 |
| Saint-Médard-la-Rochette | 23220      | Rochettois    | 38,92            | 584 (2014)                        | 15                 |
| Saint-Pardoux-les-Cards  | 23229      |               | 24,76            | 291 (2014)                        | 12                 |